# Abdelmumene Dzsabu
Abdelmumene Dzsabu (arabul: عبد المؤمن جابو) (Sétif, 1987. január 31. –) algériai labdarúgó, aki középpályásként játszik. Jelenleg a Club Africain csapatában játszik, valamint az algériai labdarúgó-válogatottban.

## Statisztika

### Góljai a válogatottban
|    | Időpont             | Helyszín                                  | Ellenfél    | Gólok | Eredmény | Kiírás                           |
| -- | ------------------- | ----------------------------------------- | ----------- | ----- | -------- | -------------------------------- |
| 1. | 2013. augusztus 14. | Stade Mustapha Tchaker, Blida, Algéria    | Guinea      | 2–0   | 2–2      | Barátságos mérkőzés              |
| 2. | 2014. június 22.    | Estádio Beira-Rio, Porto Alegre, Brazília | Dél-Korea   | 3–0   | 4–2      | 2014-es labdarúgó-világbajnokság |
| 3. | 2014. június 30.    | Estádio Beira-Rio, Porto Alegre, Brazília | Németország | 1–2   | 1–2      | 2014-es labdarúgó-világbajnokság |

## Sikerei, díjai

### Klub
- ES Sétif
  - Észak-Afrikai szuperkupa: 2010
  - Algériai kupa: 2012
  - Algériai első osztály bajnok: 2011-12

### Egyéni
- Algéria legjobb játékosa: 2011-12
- Tunéziai liga gólkirálya: 2012-13
- Az Algériai bajnokság legjobb játékosa: 2010-11, 2011-12
- Algériai kupa gólkirály: 2011